# Chevrolet Volt MPV5
Chevrolet Volt MPV5 é um protótipo de veículo elétrico, baseado no Volt. Foi apresentado pela Chevrolet na edição de 2010 do Salão de Pequim.